# گورامی بوسه‌زن
گورامی بوسه‌زن (نام علمی: Helostoma temminkii) نام یک گونه از زیرراسته مازماهیان است.